# フアン・デ・ウセーダ
フアン・デ・ウセーダ（Juan de Uceda Castroverde、1570年ころ - 1631年11月26日.）は、スペインの画家である。セビリアで働き、教会の祭壇画を描いた。

## 略歴
初期の生涯については殆ど知られていないが、1570年ころセビリアで生まれたと推定されている。1590年ころまでアロンソ・バスケス（Alonso Vázquez: 1565 – c.1608）という彫刻家、画家の工房で修行した。
1593年に独立したとされるが、ウセーダの最も古い作品として知られているのは1603年のもので、セビリアの聖ヘルメネギルド病院（Hospital de San Hermenegildo）の教会の聖ヘルメネギルドの昇天を描いた油彩画で、アロンソ・バスケスがメキシコに移ったため未完となった作品を完成させて、報酬を受けた記録がある。現在はセビーリャ美術館に収蔵されているこの作品の上半分の聖人が昇天するのを待つ聖母や天使たちをウセーダが描いたとされている。
ウセーダの絵画のスタイルはマニエリスムのスタイルからフランドル出身でスペインに新しいイタリアの美術のスタイルをもたらした画家フアン・デ・ロエラス（c.1570-1625）の影響を受けて新しいスタイルに変わっていったとされる。セビリアの教会や聖堂の祭壇画などを描いた。
1631年にセビリアで没した。

## 作品

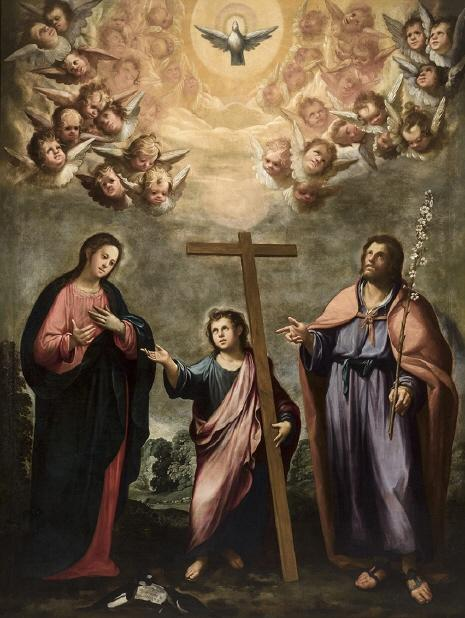
聖家族 (1623) セビーリャ美術館
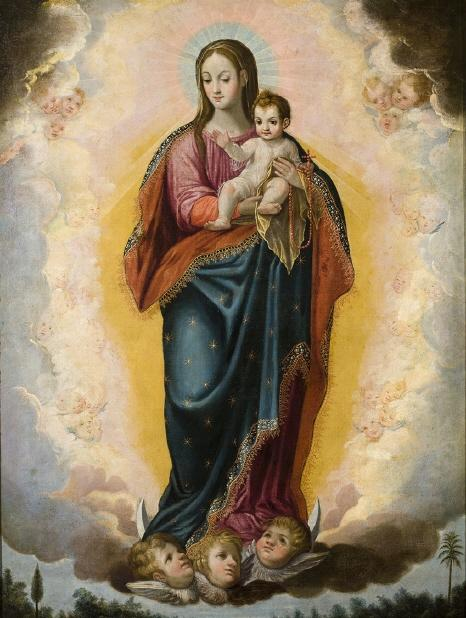
ロザリオの聖母 セビーリャ美術館
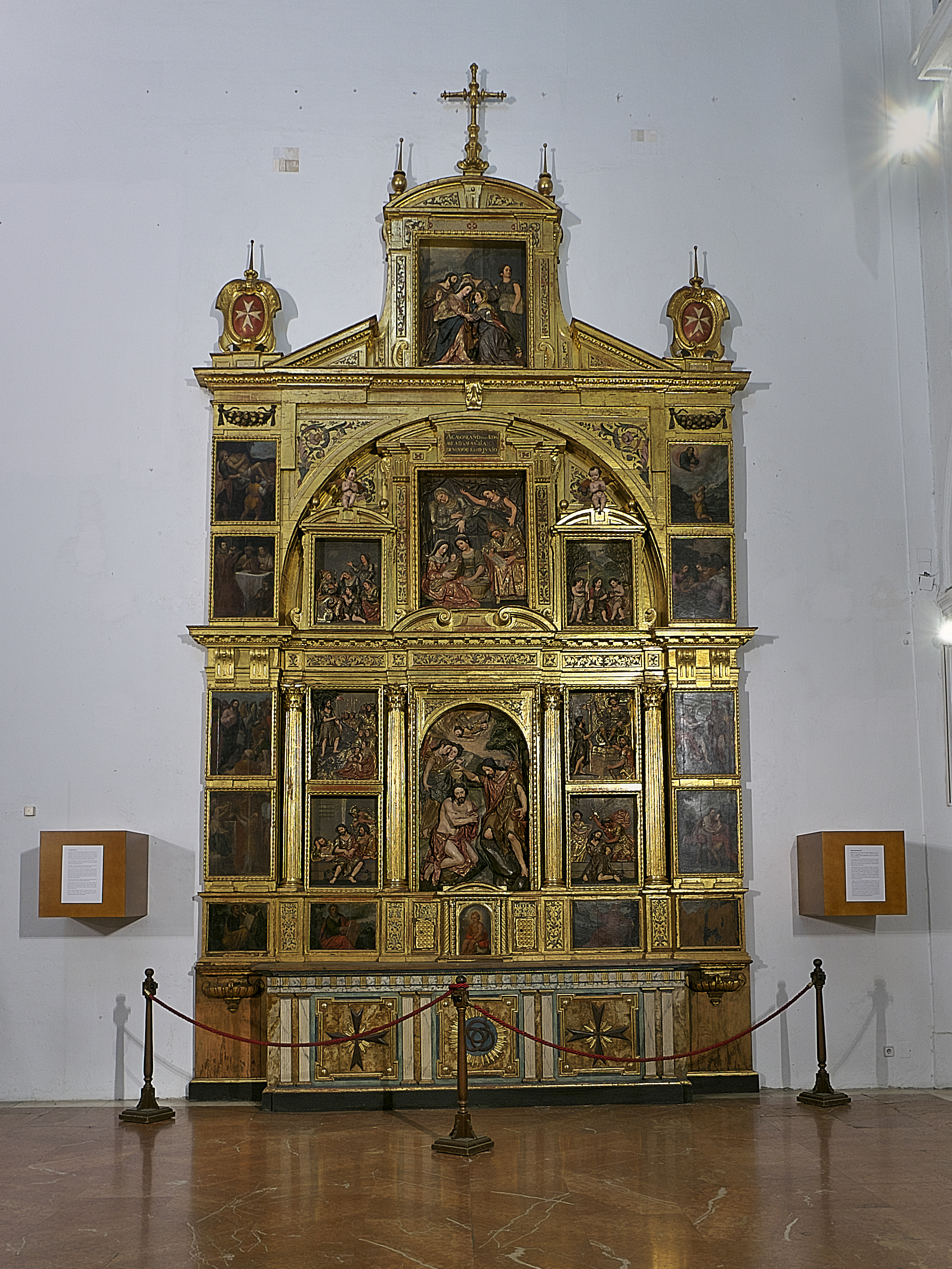
セビリアのサンタ・マリア・デル・ソコロ修道院の祭壇画、彫刻はJuan Martínez Montañés、絵画などをウセーダが制作